# Baby Boy
Baby Boy是美国歌手碧昂絲與牙买加说唱歌手肖恩·保罗合唱的一首歌曲，該歌曲由碧昂絲、肖恩·保罗与Scott Storch 、Robert Waller和杰斯等人共同创作。Baby Boy”是一首受加勒比和亚洲音樂影响的当代节奏布鲁斯歌曲。該歌曲于2003年8月3日由哥伦比亚唱片和音乐世界娱乐公司发行。Baby Boy连续九周登上美国Billboard Hot 100榜首，是碧昂丝上榜时间最长的单曲。該歌曲還获得了澳大利亚唱片业协会和美國唱片業協會的白金认证。